# ليونارد بي. ساند
ليونارد بي. ساند (بالإنجليزية: Leonard B. Sand)‏ هو محامي وقاضي أمريكي، ولد في 1928 في نيويورك في الولايات المتحدة، وتوفي في 3 ديسمبر 2016 في سليبي هالو في الولايات المتحدة.